# Acraea stictica
Acraea stictica är en fjärilsart som beskrevs av Jean Baptiste Boisduval 1847. Acraea stictica ingår i släktet Acraea och familjen praktfjärilar. Inga underarter finns listade i Catalogue of Life.